# Balcones Heights, Texas
Balcones Heights là một thành phố thuộc quận Bexar, tiểu bang Texas, Hoa Kỳ. Năm 2010, dân số của xã này là 2941 người.

## Dân số
- Dân số năm 2000: 3016 người.
- Dân số năm 2010: 2941 người.